# Carebaco-Meisterschaft 1980
Die Carebaco-Meisterschaft 1980 im Badminton fand in Georgetown in Guyana statt. Es war die achte Auflage der Titelkämpfe.

## Titelträger
| Disziplin    | Sieger                  |
| ------------ | ----------------------- |
| Herreneinzel | Sammy Leyow             |
| Dameneinzel  | Carol Leyow             |
| Herrendoppel | Tommy Leyow Sammy Leyow |
| Damendoppel  | Carol Leyow Marie Leyow |
| Mixed        | Dudley Chen Marie Leyow |
| Team         | Jamaika                 |